# Angles (álbum de The Strokes)
Angles es el cuarto álbum de estudio de la banda de rock estadounidense The Strokes, que fue lanzado el 21 de marzo de 2011 en el Reino Unido y un día después en los Estados Unidos.
Desde el que se reunieron en febrero de 2010 la banda empezó a componer nuevo material, este álbum está inspirado en Thin Lizzy, A-ha y Elvis Costello.
Su primer sencillo lanzado es Under Cover of Darkness que fue publicado el 9 de febrero de 2011 en su página oficial de la banda en descarga gratuita del 9 al 11 de febrero.

## Grabación
Desde que se volvió a reunir la banda después de trabajar en sus proyectos alternos como fue el caso de Julian Casablancas, Albert Hammond, Jr., Nikolai Fraiture en Nickel Eye y Fabrizio Moretti en Little Joy, en 2009 empiezan a componer lo que sería el nuevo material para Angles después de su anterior trabajo First Impressions of Earth que fue publicado en 2006 dejando 5 años en entre disco y disco por lo que Nick Valensi comento "No quiero hacer un álbum nuevo cada cinco años. Amo estar en esta banda y quiero estar en esta carrera". The Strokes han dicho que saben que se han tardado en su nuevo álbum y no quieren que sea una constante en su carrera.
Angles es también el primer álbum de la banda con la participación de todos los miembros en las composiciones, a diferencia de los anteriores tres álbumes que tenían casi todas las canciones escritas solo por Julián Casablancas.
Después de viajar en la gira de First Impressión of Earth, The Strokes que su gira se extendió hasta en 2007 y a continuación se reagruparon dos años más tarde para empezar a escribir nuevo material para un cuarto álbum. Angles fue grabado en la casa del guitarrista Albert Hammond, Jr. y producido por ellos mismos, a excepción de "Life is Simple in the Moonlight", que fue grabado con el productor Joe Chiccarelli.
El cantante Julian Casablancas en gran medida se apartó de los otros cuatro Strokes durante el proceso de grabación, llegando incluso a grabar su voz de forma remota en Electric Lady Studios y enviarlas a la banda a través de correo electrónico. Del mismo modo, la mayoría de la comunicación entre Casablancas y el resto de la banda se llevó a cabo a través de correo electrónico, y, según el guitarrista Nick Valensi, la mayoría de las ideas del cantante y sugerencias fueron escritos "en términos muy vagos", dejando a los otros sin mucho para seguir adelante. La distancia literal de Casablancas "fue un intento deliberado de obligar a los demás miembros para tomar el control del proceso creativo de la banda, una tarea que había dominado Julian hasta entonces. En una entrevista con Pitchfork, Casablancas dijo: "Cuando estoy allí, la gente podría esperar que yo diga algo que creo que me tomó un poco de silencio para obligar a la iniciativa". Mientras que la retirada de Casablancas puede haber sido por su diseño, Valensi se encuentran toda la experiencia muy desalentador. "No voy a hacer el próximo disco, si lo hacemos así. De ninguna manera. Fue horrible, simplemente horrible. Trabajo de una manera fracturada, al no haber un cantante. Me iba a presentar ciertos días y llevaba la guitarra por mi mismo, solo yo y el ingeniero." Hammond abusó de drogas y de rehabilitación a raíz de su ruptura con la modelo Agyness Deyn, lo cual fue otro obstáculo que enfrentó la banda durante la producción del álbum, que se perdió las primeras sesiones de grabación[cita requerida].

## Estilo musical
Inspirado en parte por bandas como MGMT, Arctic Monkeys, y Crystal Castles; The Strokes decidió experimentar con diversas técnicas de producción incluidas las muestras electrónicas y los teclados MIDI Farfisa. También overdubbed más guitarras, y Casablancas jugando con capas vocales. El bajista Nikolai Fraiture reveló que el álbum sería "un retorno a lo básico", lo que sugiere las canciones serían de estilo similar a su aclamado debut en 2001, Is This It. "Musicalmente, siento que es el álbum que debería haber sido entre Room On Fire y First Impressions of Earth", afirmó.
Rolling Stone elogió Angles, diciendo: "es el mejor álbum desde Is This It ". En el mismo artículo, Hammond explica el título del álbum, diciendo "Es lo que el disco suena. Viene de cinco personas diferentes".

## Promoción
"Angles" fue lanzado el 22 de marzo mundialmente con su gira respectiva. Su primer sencillo en ver la luz fue "Under Cover of Darkness" que fue publicado el 9 de febrero en la página oficial de la banda como descarga gratuita del 9 al 11 y después el 11 como descarga por itunes Store. Después, el 4 de marzo, fue publicado oficialmente el vídeo de "Under Cover of Darkness". Su segunda canción en publicarse fue "You're So Right", el 2 de marzo fue publicada como cara B de "Under Cover Of Darkness".
Así también fueron publicados tres videos de cómo fue hecho su nuevo disco, "Angles". El 14 de marzo, The Strokes publica en su página web su nuevo álbum completo para escuchar hasta el lanzamiento oficial del disco.

### Comercial
Angles entró en las listas de los álbumes de Australia en el n.º 1. Mientras tanto, alcanzó el puesto n.º 4 en los EE. UU. con una semana de entrada de ventas de 89 000 unidades, 1000 más que su predecesor, First Impressions of Earth.
Seis meses después de su lanzamiento llevaba ya 340 000 copias vendidas en los Estados Unidos. "Angles" regresó a The Strokes a las grandes ventas junto con "Suck it and See" de Arctic Monkeys, vendiendo casi el mismo número de copias. Vendió casi 750 000 mundialmente para el 2012.

### Recepción
Las respuestas de los medios de comunicación a "Angles" fueron mayormente favorables. En su revisión de cuatro estrellas, David Fricke de Rolling Stone explicó que el disco "vale la pena esperar", y lo resumió como "el primer paso para alejarse del sonido de su debut en un clásico instantáneo. En lugar de la pureza de la rígida 'Is This It ', el nuevo álbum de guiños al sonido más expansivo de 1970 de The Velvet Underground su disco, Loaded. Amanda Petrusich, de Entertainment Weekly, le dio al álbum un B-, y lo describió como "consecuencia fracturada e incomprensible a menudo, pero no se vuelve a formar".

## Gira
La banda realizó una extensa gira durante todo el 2011, comenzando el 1 de abril presentándose en el famoso Teatro Madison Square Garden donde la banda toco junto a Elvis Costello "Taken for a Fool", también se pudo a ver a la banda en el famoso show "Later with Jools Holland" interpretando "Under Cover of Darkness", "Taken for a Fool" y "You're So Right" el 17 de mayo, también en el Le Grande Journal en Francia donde se pudo ver claramente a un Julian Casablancas errándo casi todas las letras de sus canciones, algo constante durante todo la gira y algo que hizo enojar en varias oportunidades a Nick Valensi, quien mostraba su fastidio cada vez que esto pasaba. También interpretaron "Gratisfaction" en "The Ellen DeGeneres Show", "Taken for a Fool" en David Letterman y "You're So Right" con Jimmy Fallon. Durante esta gira la banda encabezó y se presentó en varios de los grandes festivales, tanto europeos como en Asia y en América. Su gran gira de festivales arrancó en el Festival de Coachella (en California), terminando el 5 de noviembre en el Planeta Terra, en Brasil. En Reading, la banda tuvo un invitado de lujo en su escenario: el cantante de Pulp, (banda que se había presentado antes del concierto de The Strokes) donde interpretaron una versión de The Cars: "Just What I Needed". Además la banda jugó con su setlist cambiando y rotando las listas de canciones según el lugar donde se presentaban: En México, Argentina y Brasil se animaron a tocar "Heart in a Cage", en Noruega, en el Hove Festival tocaron "Trying Your Luck" y "Meet Me in the Bathroom", pero igualmente lo que se pudo notar claramente es que hay mucho de Is This It, sin faltar los ya clásicos Reptilia, Juicebox y You Only Live Once. Excepto "Two Kinds of Happiness", "Call Me Back" y "Metabolism", todos los temas del disco fueron interpretados.

## Lista de canciones
| N.º   | Título                            | Escritor(es)                                          | Duración |  |
| 1.    | «Machu Picchu»                    | Julian Casablancas, Nick Valensi                      | 3:29     |  |
| 2.    | «Under Cover of Darkness»         | The Strokes                                           | 3:55     |  |
| 3.    | «Two Kinds of Happiness»          | Julian Casablancas                                    | 3:42     |  |
| 4.    | «You're So Right»                 | Julian Casablancas, Nikolai Fraiture                  | 2:34     |  |
| 5.    | «Taken for a Fool»                | Julian Casablancas, Fabrizio Moretti, Nick Valensi    | 3:23     |  |
| 6.    | «Games»                           | Julian Casablancas, Albert Hammond, Jr., Nick Valensi | 3:51     |  |
| 7.    | «Call Me Back»                    | Julian Casablancas, Nick Valensi                      | 3:02     |  |
| 8.    | «Gratisfaction»                   | Julian Casablancas, Fabrizio Moretti, Nick Valensi    | 2:59     |  |
| 9.    | «Metabolism»                      | Julian Casablancas, Fabrizio Moretti, Nick Valensi    | 3:00     |  |
| 10.   | «Life is Simple in the Moonlight» | Julian Casablancas                                    | 4:15     |  |
| 34:14 |                                   |                                                       |          |  |

## Personal
| - Julian Casablancas - Voz - Albert Hammond, Jr. - Guitarra, Coros, Teclado - Nick Valensi - Guitarra, Coros - Nikolai Fraiture - Bajo - Fabrizio Moretti - Batería | - The Strokes - Gus Oberg - Ingeniero de sonido, Productor - Joe Chiccarelli - Productor en "Life Is Simple In The Moonlight" - Justin Gerrish - Asistente de ingeniero. - Guy Pouppez - Pintado de la cubierta del álbum. |